# Toušice
Toušice település Csehországban, a Kolíni járásban. Toušice Ždánice, Svojšice, Zásmuky, Dolní Chvatliny és Kouřim településekkel határos. Lakosainak száma 367 fő (2024. január 1.).

## Népesség
A település lakosságának változását az alábbi diagram mutatja:
| Lakosok száma | 493  | 606  | 637  | 494  | 318  | 295  | 327  | 335  | 356  | 367  |
|               | 1869 | 1890 | 1921 | 1950 | 1980 | 2001 | 2017 | 2019 | 2022 | 2024 |